# In der Osternacht (Tschechow)

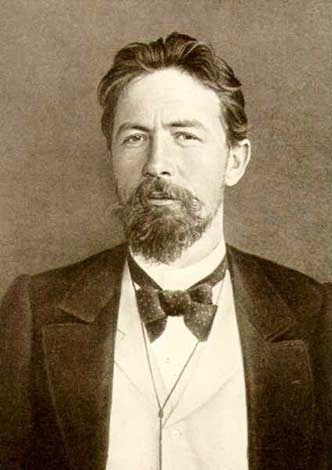
Anton Tschechow

In der Osternacht (russisch Святою ночью, Swjatoiu notschju) ist eine Erzählung des russischen Schriftstellers Anton Tschechow, die am 13. April 1886 in der Sankt Petersburger Tageszeitung Nowoje wremja erschien.

## Handlung
In einer Nacht zum Ostersonntag am Ufer der Goltwa: Der Ich-Erzähler lässt sich vom diensthabenden Fährmann, dem um die 35-jährigen Laienbruder Jeronim, zum Kloster übersetzen. Jeronim trauert um seinen Freund, den zarten, mitleidsvollen Nikolai. Der Hierodiakon war am Vortag – noch nicht einmal vierzig Jahre alt – während der Messe mitten in der Bibelvorlesung gestorben. Mit Nikolai, so Jeronim, habe das Kloster einen ganz besonderen Liedermacher verloren. Seinen Akathisten fehle es nicht an Schönheit und Süße. Mit Süße meint Jeronim jene poetische Kürze, wenn Nikolai zum Beispiel Gottes Sohn „lichtspendende Leuchte“ nannte, wenn er Blitz, Wind und Sonne eingefangen hatte oder wenn er von der Lilie paradiesischen Wachstums und dem schönlaubschattenden Baum gesungen hatte. Manche Mönche hätten den Dichter Nikolai zu Lebzeiten verlacht und seine Marienlieder gar als Sünde verurteilt. Dabei habe Nikolai stets die leisen, sanften Töne bevorzugt.
Der Erzähler begibt sich in der Klosterkirche unter die freudig erregte Menge und bedauert, dass Jeronim auf der Fähre nicht abgelöst wird. Dabei wollte der Laienbruder das unruhige, freudige, ununterbrochene Singen doch gerne miterleben.
Auf der Rückfahrt dann über die Goltwa in der nebelverhangenen Morgendämmerung beobachtet der Erzähler den immer noch diensttuenden Jeronim, wie er das Gesicht einer jungen Kaufmannsfrau mustert. Es scheint, als ob der trauernde Laienbruder in den Gesichtszügen der Frau die des verstorbenen Liedermachers suchte; jenes einsamen, unverstandenen Nikolai, der in seine Liedtexte Blume, Stern und Sonnenstrahl fügte.

## Deutschsprachige Ausgaben
Verwendete Ausgabe:
- In der Osternacht, S. 15–25 in Anton Tschechow: Das Glück und andere Erzählungen. Aus dem Russischen übertragen von Alexander Eliasberg. 187 Seiten. Wilhelm Goldmann Verlag, München 1962, Goldmanns gelbe Taschenbücher, Bd. 868